# Білявський Денис Георгійович
Дени́с Гео́ргійович Біля́вський — старший солдат Збройних сил України, учасник російсько-української війни.

## Бойовий шлях
Поранений у бою 13 травня на околиці села Октябрського Слов'янського району Донецької області, де військова колона з двох БТРів та трьох вантажівок ГАЗ-66 потрапила в засідку терористів. У бою, який тривав близько години, загинули 6 військовослужбовців — капітан Вадим Заброцький, старший лейтенант Віталій Дульчик, сержант Олег Славіцький, молодший сержант Віталій Рудий, старший солдат Олександр Якимов, молодший сержант Сергій Хрущ. 8 зазнали поранень різних ступенів тяжкості, серед них — молодші сержанти Тарас Ткаліч та Ярослав Голяченко, капітан Володимир Бехтер, який їхав у другому БТРі з кінця колони.. Навідник Денис Белявський, поранений у руку, випустив по нападниках близько сотні куль з великокаліберного кулемета. Після «зачистки» території з'ясувалося, що терористи атакували військовослужбовців з підствольних гранатометів та стрілецької зброї. На місці засідки виявлено заздалегідь обладнані позиції, контейнери від гранатометів РПГ-22, РПГ-26 та гільзи від снайперських гвинтівок. Переміщувалися бойовики кількома мікроавтобусами та легковим авто.
Кілька терористів під час бою також зазнали поранень, про що свідчать сліди крові та рештки бронежилетів. За даними Міноборони України, нападники втратили щонайменше 5 бійців: один загинув, 4 важко поранені та перебувають у першій міській лікарні у Слов'янську.
Станом на середину травня 2014 лікувався у Військово-медичному клінічному центрі Центрального регіону.

## Нагороди
15 липня 2014 року — за особисту мужність і героїзм, виявлені у захисті державного суверенітету та територіальної цілісності України, відзначений — нагороджений орденом «За мужність» III ступеня.